# Liste der Monuments historiques in Bruc-sur-Aff
Die Liste der Monuments historiques in Bruc-sur-Aff führt die Monuments historiques in der französischen Gemeinde Bruc-sur-Aff auf.

## Liste der Objekte
| Bezeichnung               | Beschreibung | Standort                       | Kennzeichnung | Schutzstatus | Datum | Bild |
| ------------------------- | ------------ | ------------------------------ | ------------- | ------------ | ----- | ---- |
| Prozessionskreuz          | Silber, 1644 | in der Kirche St-Michel (Lage) | PM35000075    | Classé       | 1907  |      |
| Weihrauchfass mit Zubehör | Silber, 1772 | in der Kirche St-Michel (Lage) | PM35000076    | Classé       | 1972  |      |